# جنیس ئی واس
جنیس ئی واس (به انگلیسی: Janice E. Voss) فضانورد اهل کشور ایالات متحده آمریکا است که در ۸ اکتبر ۱۹۵۶ میلادی در ساوث بند، ایندیانا زاده شد. وی در مأموریت اس‌تی‌اس-۵۷، اس‌تی‌اس-۶۳، اس‌تی‌اس-۸۳، اس‌تی‌اس-۹۴، اس‌تی‌اس-۹۹ حضور داشته‌است.